# Man on the Rocks
Man on the Rocks is het vijfentwintigste studioalbum van Mike Oldfield, dat op 3 maart 2014 uitkwam op het Virgin EMI-label. Het werd uitgebracht als cd, dubbel-cd, dubbel-vinyl, gekleurd dubbel-vinyl, als digital download en als boxset. De sets met twee cd's hebben een instrumentale versie op de tweede disc. 
De zangpartijen zijn gezongen door Luke Spiller van The Struts, omdat Oldfield zijn eigen stem niet goed genoeg vond. Ook speelde hij niet alle instrumenten zelf in, maar zocht hij geschikte sessiemuzikanten voor de opnamen. 
Van het album zijn twee singles uitgebracht. Eerst "Sailing", dat in november 2013 voor het eerst op BBC radio te horen was. In april 2014 werd "Moonshine" op iTunes uitgebracht.

## Charts
De cd stond in Nederland twee weken in de hitlijst, waarbij hij de 16e plaats haalde. In Vlaanderen stond hij 6 weken in de hitlijst, in Wallonië 17 weken. In Spanje stond de cd het langst in de hitparade: 20 weken.

## Tracklist

### Disc 1
Alle nummers zijn geschreven door Mike Oldfield, behalve wanneer aangegeven
1. "Sailing" - 4:46
2. "Moonshine" - 5:49
3. "Man on the Rocks" - 6:10
4. "Castaway" - 6:34
5. "Minutes" - 4:51
6. "Dreaming in the Wind" - 5:28
7. "Nuclear" - 5:03
8. "Chariots" - 4:38
9. "Following the Angels" - 7:04
10. "Irene" - 3:59
11. "I Give Myself Away" (William McDowell)  - 5:10

### Disc 2 - Deluxe Edition
1. "Sailing" (Instrumental)
2. "Moonshine" (Instrumental)
3. "Man on the Rocks" (Instrumental)
4. "Castaway" (Instrumental)
5. "Minutes" (Instrumental)
6. "Dreaming in the Wind" (Instrumental)
7. "Nuclear" (Instrumental)
8. "Chariots" (Instrumental)
9. "Following the Angels" (Instrumental)
10. "Irene" (Instrumental)
11. "I Give Myself Away" (Instrumental)

### Disc 3 - Bonus Disc (Super Deluxe Edition only)
1. "Sailing" (Demo)
2. "Moonshine" (Demo)
3. "Man on the Rocks" (Demo)
4. "Castaway" (Demo)
5. "Minutes" (Demo)
6. "Dreaming in the Wind" (Demo)
7. "Nuclear" (Demo)
8. "Chariots" (Demo)
9. "Following the Angels" (Demo)
10. "Irene" (Demo)
11. "I Give Myself Away" (Demo)
12. "Sailing" (Alternative Mix)
13. "Dreaming in the Wind" (Alternative Mix)
14. "Following the Angels" (Alternative Mix)
15. "I Give Myself Away" (Alternative Mix)

Disc 3 Tracks 1–11: alle instrumenten en vocals door Mike Oldfield
Tubular Bells · Hergest Ridge · Ommadawn · Incantations · Platinum · QE2 · Five miles out · Crises · Discovery · The Killing Fields · Islands · Earth Moving · Amarok · Heaven's open · Tubular Bells II · The songs of distant earth · Voyager · Tubular Bells III · Guitars · The Millennium Bell · Tr3s lunas · Tubular Bells 2003 · Light + Shade · Music of the Spheres · Man on the Rocks · Return to Ommadawn ·